# マツダ・コスモ
コスモ（英: Cosmo）は、マツダがかつて生産・販売していた乗用車である。
1967年5月に日本初のロータリーエンジン搭載車として発売され、1972年の販売終了をもって一時的に絶版となるも1975年に復活。1990年には前年から展開されたユーノスブランドのフラッグシップモデル「ユーノス・コスモ」として登場し、1996年まで販売された。
全ての世代においてクーペタイプのボディを持つ（3代目のみ4ドアセダンも設定）が、その性質は世代によって大きく異なる。また、3代目以外は世代ごとに異なるサブネームをつけて販売されていた。

## 初代・コスモスポーツ（1967年 - 1972年）
1967年（昭和42年）5月に発売されたコスモスポーツは、世界初の実用・量産ロータリーエンジンを搭載した自動車である。
世界で初めて市販されたロータリーエンジン搭載車は、正確にはNSUが1964年（昭和39年）に発売したリアエンジン車のヴァンケルスパイダーであったが、この車に搭載されたエンジンはロータリーエンジン特有の多くの課題が未解決のままであった。これに対し、コスモスポーツに搭載された10A型エンジンは、それらの課題を克服して量産に耐えうるものであった。また、ヴァンケルスパイダーはシングルローターエンジンであったため、10A型は多気筒（マルチローター）ロータリーエンジンとしても世界初の市販車用エンジンである。
1968年（昭和43年）8月、mazda110Sの名でコスモスポーツを擁してニュルブルクリンクで行われた84時間耐久レース「マラトン・デ・ラ・ルート」に挑戦した。このレースは、生産車のスピードと耐久性が競われる文字通りのマラソンレースで、ポルシェ、ランチア、BMW、サーブ、オペル、シムカ、ダットサンなどと激戦を繰り広げた。結果はポルシェ、ランチアに次ぐ総合4位（順位は84時間後の走行距離で決められる）で完走した。なお、参加した59台中、完走したのはわずか26台であった。
コスモスポーツに搭載された10A型エンジンは、それ以降もファミリアロータリークーペ、サバンナGTなどに搭載された。10A型エンジンは5つのハウジング（2つの筒と3枚の板）で構成されており、開発目的が量産規模の小さいスポーツカー搭載用であるため、エンジンは0813 13 101cの2台のローターハウジングまで含めて総アルミニウム合金製であった。コスモスポーツ以後の量産モデルでは、サイドハウジング（フロント、インターミディエイト、リアの3枚）が鋳鉄製に変更されている。コスモスポーツの10A型エンジンは炭素鋼が溶射されていて高価かつ手の込んだものであるのに対し、10A型エンジンより後のエンジンでは、特殊鋳鉄を高周波焼入れ加工したものが採用され、量産化と低コスト化が図られている。また、加工法もコスモスポーツの砂型鋳造に対し金型鋳造とされ、大量生産された。
コスモスポーツは、前期型（L10A型）が1967年（昭和42年）に343台販売されたのを皮切りに、1972年（昭和47年）の後期型（L10B型）の最終販売車まで累計1,176台が販売された。

### プロトタイプ
1963年（昭和38年）10月26日から11月10日に開催された第10回全日本自動車ショー（現在の東京モーターショー）に、マツダロータリーエンジンとして400cc×1ローター（35PS）と400cc×2ローター（70PS）の2種類の試作エンジンが出展され、あわせて「ロータリーエンジン テスト用試作車（コスモスポーツのプロトタイプ）」の写真パネルも会場に掲示された。車両の展示はなかったが、当時の松田恒次社長が自らコスモスポーツの一次試作車「MAZDA 802 (L402A)」のステアリングを握り、遠路はるばる広島から自動車ショーの会場に乗りつけて話題をさらった。また、帰路には各販売会社、メインバンクの住友銀行、池田勇人首相などを訪問したというエピソードも残っている。なお、初めてコスモスポーツのプロトタイプが一般に公表されたのは、自動車ショーが開催される6日前の1963年10月20日付けの朝日新聞紙上であり、これは朝日新聞のスクープであった。
一次試作車は少なくとも2台存在し、「広 5 そ 32-85」のナンバープレート（1963年8月登録）が取りつけられた個体は、前後ウィンドウのウェザーストリップにメッキモールがなく、ワイパーは平行式の3ブレードで、クォーターピラーのエンブレム取り付け位置は下寄り、カーラジオのアンテナの取付け位置はリアガラスとトランクリッドの間、横長のテールランプは中央に仕切りのある四灯タイプ、という仕様であった。「広 5 そ 57-35」のナンバープレート（1963年10月登録）が取りつけられた個体は、前後ウィンドウのウェザーストリップにメッキモールがあり、ワイパーは平行式の2ブレードで、クォーターピラーのエンブレム取り付け位置はピラーの中央、カーラジオのアンテナの取付け位置は右リアフェンダー上部、横長のテールランプは中央に仕切りがなく外観上は2灯式に見えるものであった（内部に仕込まれていたランプの数は、32-85車に準じていたと思われる）。
この2台の「MAZDA 802」が、サプライズとして自動車ショーの駐車場に姿を現した。一次試作車は、自動車ショーが開催されるまでに5台製作されている。
翌1964年（昭和39年）の9月26日から10月9日にかけて開催された第11回東京モーターショーに、初めて実車（プロトタイプ）が正式に出展された。出展時の名称は「MAZDA COSMO」であった。搭載されたエンジンは、399cc×2ローターのL8A型（70ps/6,000rpm）で、二次試作車にあたり、一次試作車とはテール部分の意匠が大幅に異なり量産型に近いものとなっていた。また、サイドウインドウに三角窓が追加され、ワイパーは2ブレードの対向式となり、外観上の特徴の一つであるフロントフェンダーのルーバーが、一次試作車の6つ穴メッキ物から細いスリットのメッキ物に変更されていた。二次試作車までは、ルーフの後部に左右のクォーターピラーまで覆う白いカバーが取りつけられていたことも、外観上の大きな特徴であった。二次試作車は複数製作され、ワイパーが平行式2ブレードのもの、ホイールカバーがハーフカバータイプで5穴のホイールが装着されたもの、センターロック式のワイヤースポークホイールが装着されたもの、クォーターピラーの幅が狭いもの、カウルトップの通気口が一次試作車と同様に格子状のもの、フロントフェンダーサイドのエアアウトレットがルーバー状でないもの、ドアのアウターハンドルが長くドアパネルに窪みがないもの、フロントウインカーのレンズがアンバー色のものなど、様々な仕様が存在した。
1965年（昭和40年）10月29日から11月1日に開催された第12回東京モーターショーにもコスモスポーツのプロトタイプが出展された。出展車の名称はこの年も「MAZDA COSMO」であった。ショーの会場で配布されたパンフレットには「革命的なエンジンは(中略)ローター数2、単室容積500cc」と記載されていたことから、出展車には491cc×2の10A型エンジンのプロトタイプが搭載されていたと考えられる。三次試作車と思われる出展車は、白いルーフカバーが省略されルーフ全面とクォーターピラーが白塗装となり、フルカバータイプのホイールカバーの意匠が少々変更されていた。また、フロントフェンダーのルーバーがフェンダーパネルに直接スリットをプレス成型した簡素なものとなっていた。これは、部品点数と製造ラインでの工数を削減しコストを下げるための設計変更とされる。この時の展示車は最終生産型と発表され、全国各地のマツダディーラーに委託して実用化テストを行うことが発表された。「社外委託試験車」と名付けられた試作車は、車体各部の特徴から三次試作車の「MAZDA COSMO」あるいは三次試作車の改良型だったと推察される。社外委託試験は当初、1965年（昭和40年）8月から開始され、30台が試験車として貸与される予定であった。
1966年（昭和41年）10月26日から11月8日に開催された第13回全日本自動車ショーにも、続けてコスモスポーツのプロトタイプが出展された。出展車の名称は「MAZDA COSMO SPORTS」だった（市販モデルの名称は「MAZDA COSMO SPORT」）。実用化テストに基づいてさらなる改良が加えられ、1967年（昭和42年）春発売予定、価格未定とアナウンスされた。
市販までに、社外委託試験は各地のディーラーに貸与された「MAZDA COSMO」47台により、1966年（昭和41年）1月から12月まで1年の期間を費やして実施され、その間、本社では試作車による10万kmに及ぶ連続耐久テストを含み、総距離300万kmにも達する走行テストが行われた。

### 前期型
コスモスポーツの前期型L10Aには、10A型ロータリーエンジン（491 cc ×2）が搭載された。9.4の高圧縮比とツインプラグによって110 PS /7,000 rpm、13.3 kgf·m /3,500 rpm を発生する。車重は940kgと比較的軽量であった。
エンジン以外の基本レイアウトは、この時代では常識的であったフロントエンジン・リアドライブであるが、当時の日本製乗用車としては相当に高度なスペックが奢られていた。サスペンションはフロントがダブルウィッシュボーン+コイルスプリングの独立懸架、リアは独立懸架こそ断念されたが、バネ下重量の軽減を図り、ド・ディオンアクスルをリーフスプリングで吊る形式が採用された。ステアリングギアにはクイックなラック・アンド・ピニオン形式を採用している。トランスミッションは4速フルシンクロで、ブレーキは前輪がダンロップ型ディスク、後輪はアルフィン・ドラムであった。なおブレーキは前後2系統が独立したタンデムマスターシリンダー式となっており、どちらかが故障した場合に備えた安全性の高いものとなっていた。
ロータリーエンジンは極力低く、そして後方に搭載され、後のマツダのアイデンティティーともなるフロント・ミッドシップの発想が既に生かされていた。重量物であるバッテリーは、前期型ではトランクに置かれ、後期型では助手席後部に設けられたツマミで開閉する蓋付きのケースに収められた。

#### ボディ
ロータリーエンジン搭載用に専用設計されたボディはセミモノコック方式である。ボディは開口部以外には継ぎ目がなく、ハンドメイドのスペシャルティカー然としたものであった。また、開口部のリッド類は来たるべき高速時代を見越して、全て安全な前ヒンジ（エンジンフードは逆アリゲーター）とされた。デザインにあたっては革新的なロータリーエンジンにふさわしい、大胆かつ斬新なスタイルが望まれた。開発当初、当時の社長である松田恒次から「売り出すつもりのないイメージカーだ」と言われたからこそ、この思い切ったスタイリングが生まれたともされる。
全高は1,165 mm と低かった。「軽量コンパクトなロータリーエンジンでなければ成しえないデザインを」という、学芸大卒業のマツダ初のデザイナー小林平治の意図はその低さに結実し、伸びやかなリア・オーバーハング、ボディー中央を走るプレスラインとあいまって、コスモスポーツの未来的なイメージをさらに強調している。ボンネットの低さとエンジンフード（リッド）の小ささは、ロータリーエンジンのコンパクトさを暗示している。また、バンパーを境に上下に分けたテールランプも特徴的である。ただし、全長に比してリアオーバーハングが大きいスタイルのため、運動性の面では不利なものとなり、「スポーツ」の名とは裏腹にむしろグランツーリスモとしての性格が強くなった。

#### 内装

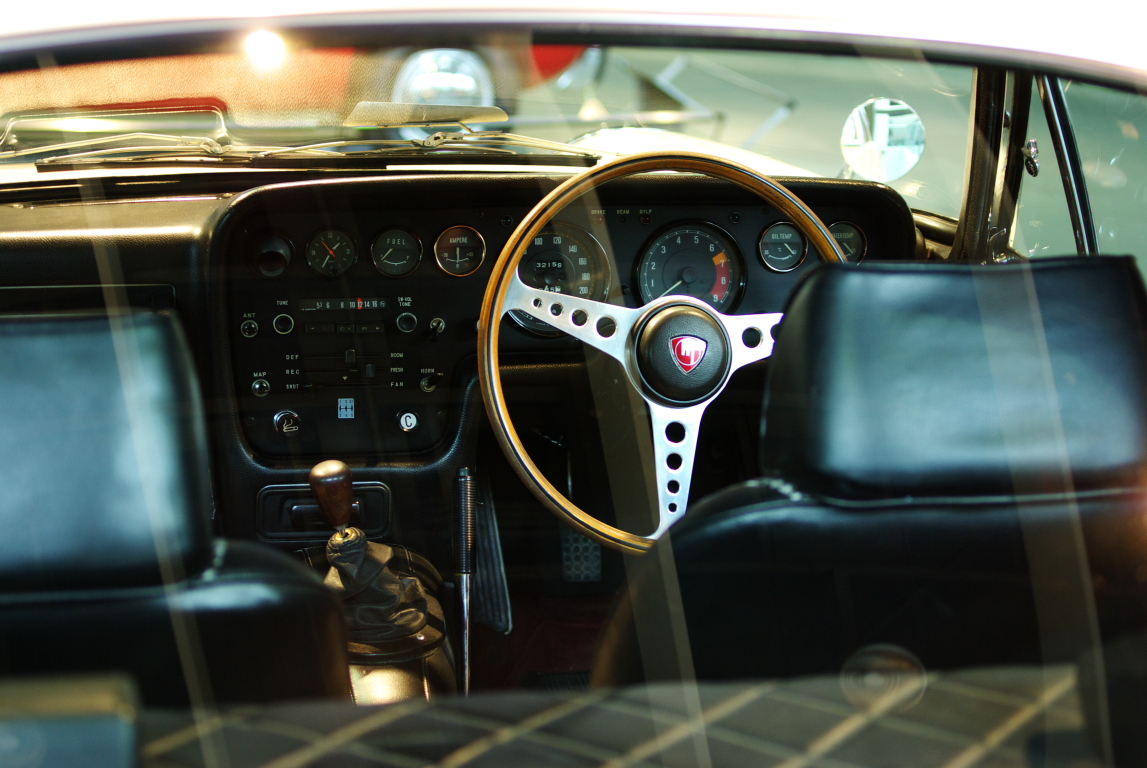
後期型コスモスポーツのインパネ（トヨタ博物館）

フルパッドのダッシュボードに組み合わされるアルミニウムのインパネは艶消しの黒で統一され、無反射ガラスの7連メーター（左から時計、燃料計、電流計、速度計、タコメーター、油温計、水温計の順）が整然と並ぶ。内装は天井も含めて黒のビニールレザーのフルトリムとされ、通気性を考慮し、シート中央のみ白黒の千鳥格子柄のウールを使用している。なお、前期型は法制化前のため、ヘッドレストを持たない。
前後に調節可能（テレスコピック）な3本スポークのウッドステアリングホイール（一部、1970年 - 1971年式：ナルディ社製Φ380）が標準となっている。床敷物は真っ赤な絨毯で、シフトノブは自然に手を下ろした位置にあり、腕を大きく動かすこと無く操作できるショートストロークとなっている。クラリオン製オートラジオ、トグルスイッチを上下に作動させるタイプのセミオート・アンテナ、メーター照度調節、ホーン音質切替え（市街地用、高速用）、2スピードワイパー（払拭中にスイッチを切っても停止位置に復帰するタイプ。高速時の浮き上がりを防止するフィン付き）、さらにマップ・足元（ドア開閉連動）・グローブボックス・トランクの各ランプなども標準で装備されていた。
ドアは二段チェッカーであり、スマートに乗り降りできるように考えられていた。座席の後ろには手荷物を置くためのスペースが設けられ、固定用ベルトも装備されていた。リアガラスは非常に曲率の大きなものが用いられ、室内の開放感を高めた。RX-8、および歴代RX-7のリアガラスは、このオマージュとされる。助手席側サンバイザー裏面には鏡、足元にはフットレスト、グローブボックス脇にはアシストグリップも装備された。
内装のデザインは、相馬亮一をチーフとする内装チームが担当した。

#### 販売価格
価格は148万円で、同時期の趣味性の高い車種で比較すると、いすゞ・117クーペの172万円やトヨタ・2000GTの238万円ほどではないが、ダットサン・フェアレディ2000の88万円、日産プリンス・スカイライン2000GT-Bの94万円と比べるとはるかに高価であった。

#### 走行性能
ロータリーエンジンの走りは、レシプロエンジンとはまさに異次元の感覚をもたらした。当時、ほとんどのレシプロエンジン搭載の国産車は4,000 rpmを過ぎたあたりから騒音と振動が大きくなり、100 km/h を超える高速走行では会話すら困難となり、怒鳴りあうようにしなければならないことも多々あった。しかし、ロータリーエンジンはレッドゾーンの7,000 rpmまで静粛かつスムーズに吹けあがった。
カーグラフィック誌によるマツダ製ロータリーエンジン車の燃費テスト結果を以下に示す。
- コスモスポーツ (L10A)：8.3 km/L（試験距離：公道998 km、サーキット108 km、1967年9月号）
- カペラロータリークーペGS：7.07 km/L（試験距離：4,300.6 km、1970年10月号）
- サバンナRX-7リミテッド (SA22C)：7.68 km/L（試験距離：1,555 km、1978年6月号）
- サバンナRX-7 GT-X (FC3S)：5.0 km/L（試験距離：1,007 km、1985年12月号）
- アンフィニRX-7 type R (FD3S)：5.2 km/L（試験距離：970 km、1992年2月号）

各年代の道路事情やテスト条件の相違などから一概に結論付けられないが、以上の車の中では、燃費性能でトップの値を記録している。

### 後期型

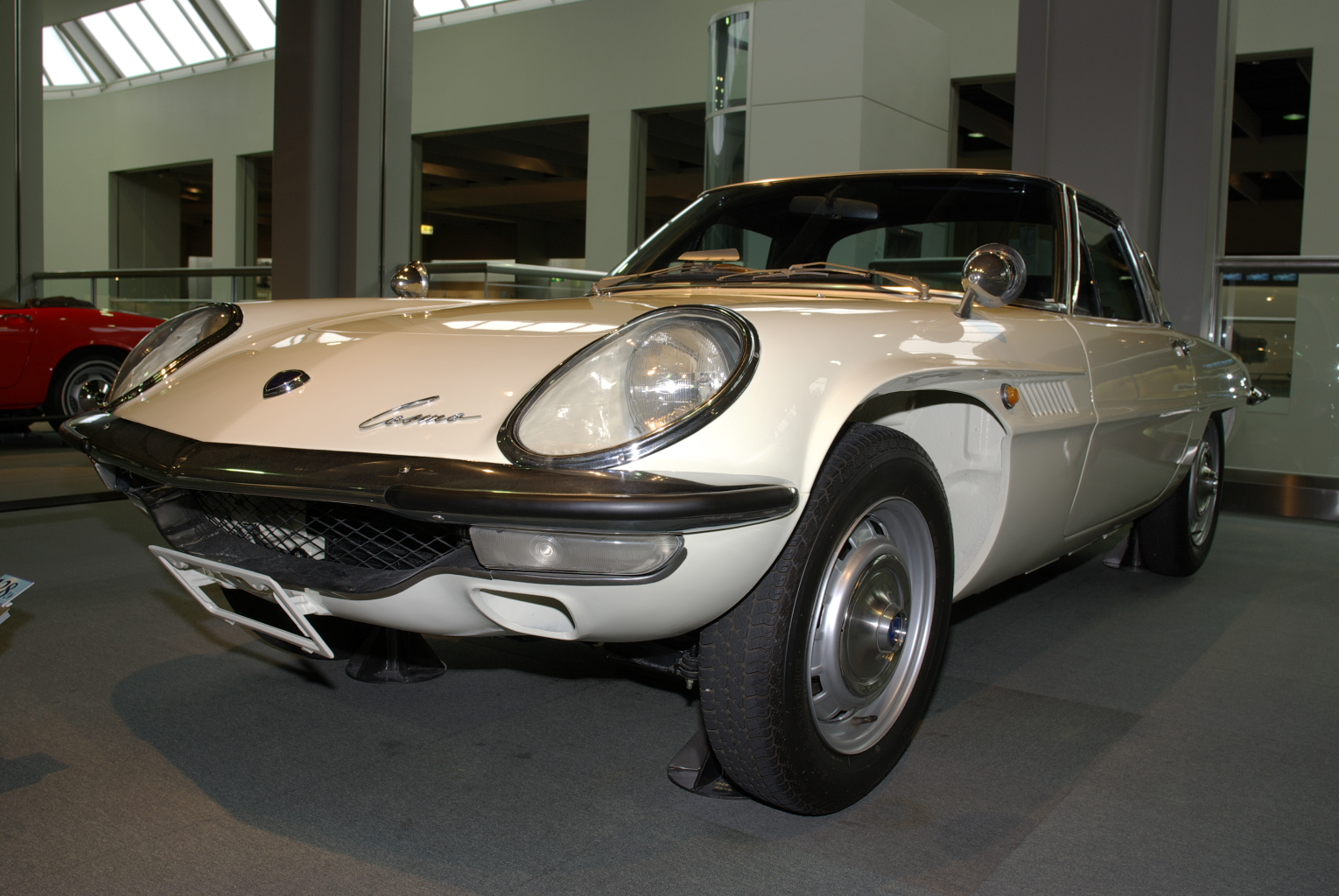
コスモスポーツ後期・斜め前方より（トヨタ博物館、2007年2月撮影）

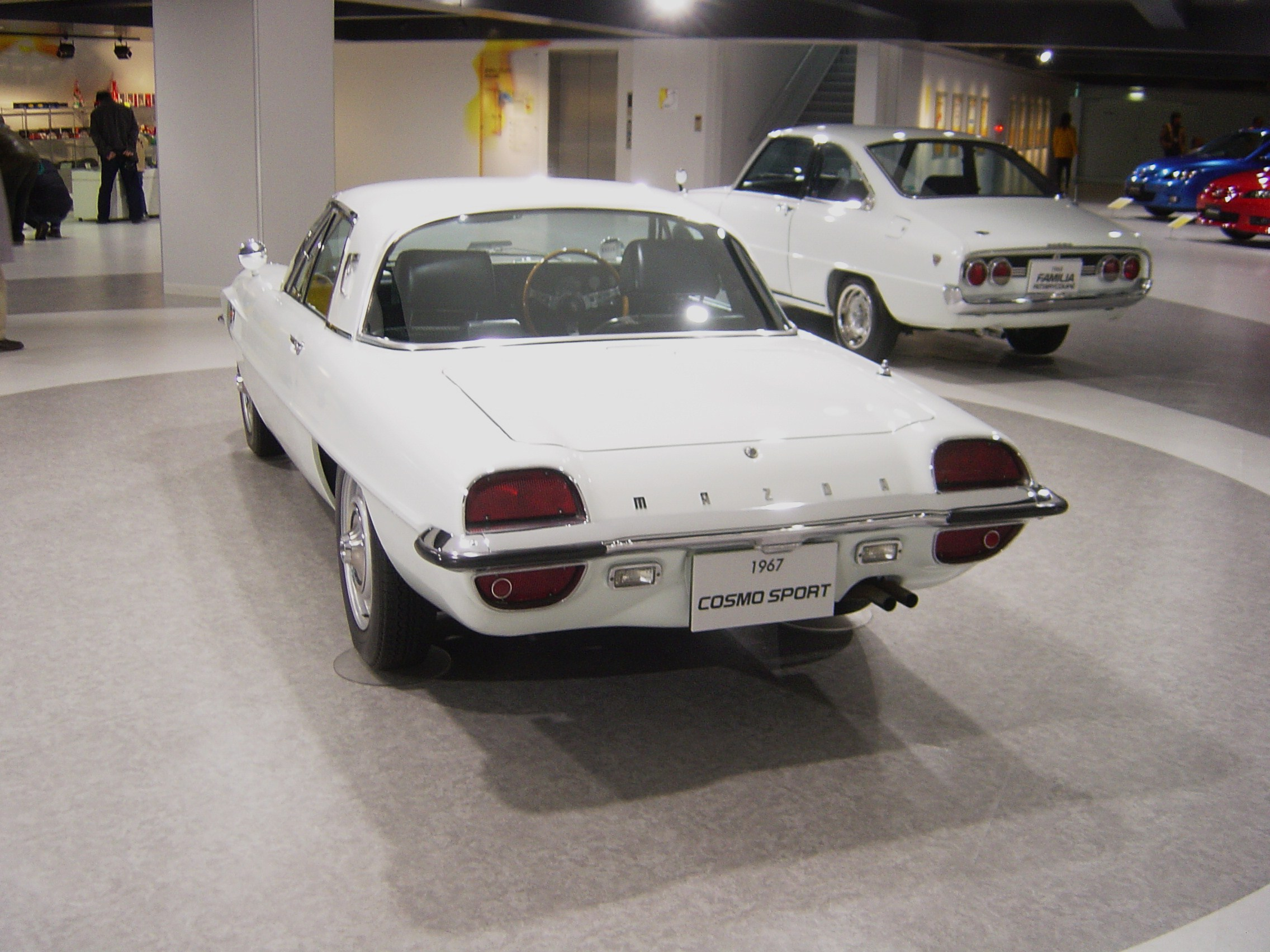
コスモスポーツ後期・後部（マツダミュージアム、2005年3月撮影）

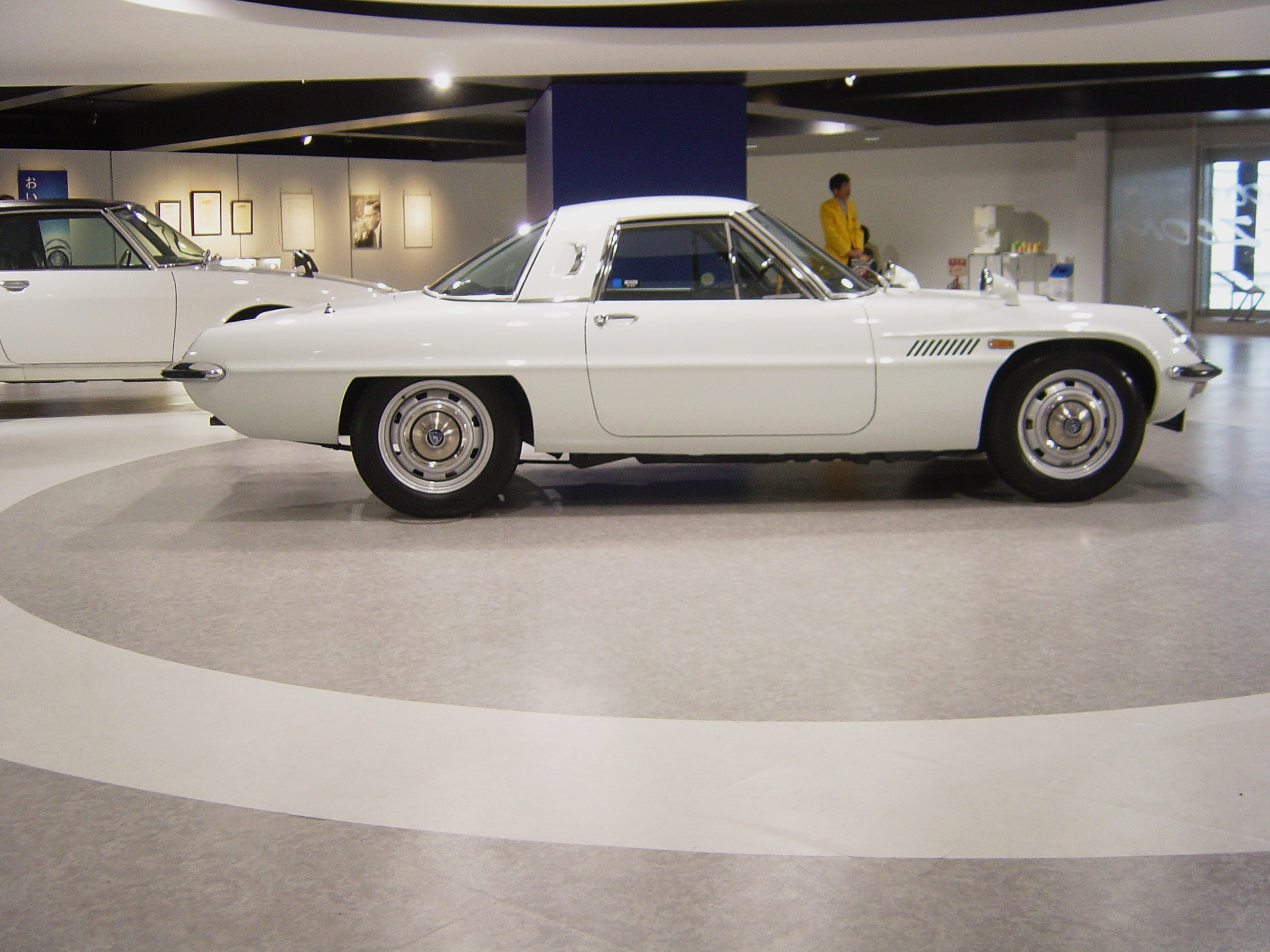
コスモスポーツ後期・右側面（マツダミュージアム、2005年3月撮影）

1968年（昭和43年）7月には早くもマイナーチェンジ（L10AからL10Bに形式変更）が行われ、ラジエーターエアインテークの拡大、ブレーキ冷却口の新設、ホイールベース・トレッドの拡大、トランスミッションの5速化、前後ブレーキへのハイドロマスター（倍力装置）が装着された。ラジアルタイヤ標準化（155HR15）、ポートタイミングの変更にともなう吸入効率向上によるパワーアップ（110 PS /13.3 kgf·m → 128 PS /14.2 kgf·m）等を施された。この結果、最高速は185 km/h → 200 km/h、0-400 m 加速も16.3秒 → 15.8秒となった。
マイナーチェンジによって、当時としては高級品であったヂーゼル機器製のカークーラーがオプションで装着可能となった。このヂーゼル機器製クーラーの価格は40万円を超えたという。ユニットは座席後ろの手荷物スペースに置かれたため、冷風は後方から吹き出す形であった。コスモスポーツ専用設計のクーラーであったため効きは悪くなかったが、スナッチが発生しにくいロータリーはTOPギアで低速走行が可能であったため、当時の取扱説明書では「クーラ装着車はクーラ作動時、シフトをTOPおよびO・Tにし、エンジン回転1,500rpm以下の低回転でノロノロ運転している場合オーバ・ヒート気味になることがありますので、このような場合はシフトを2速か3速にして運転してください。」（原文）と注意を促している。
また室内のウォッシャー・ワイパー・ディマー・ターンシグナルの4スイッチが、1本のコンビネーション・レバーにまとめられた。3点式シートベルト、調整可能なヘッドレストも後期型より装備された。駐車灯（エンジン始動時自動消灯）や非常灯も装備された。
この後期型（L10B）の価格は158万円であった。なお、車両型式名はL10Bとなり、エンジンの排気量は変わらず型式も10A型のままであったが、ポートやキャブレター、マフラーなどの仕様が数回変更された。

### その他
コスモスポーツの発売に合わせ、東洋工業は、1967年6月1日の新聞各紙に「世界の注目をあつめてロータリーエンジン搭載車いよいよ登場!」と題する全面広告を出した。その広告は全面であることを生かし、市販量産車としては世界初のエンジンであること、耐久性、革新性、スムーズさ、スタイリング、保証制度、装備、発表会の告知等を訴えるものであった。その翌日の6月2日、今度はトヨタ自動車が2000GTの全面広告を出しており、当時のトヨタのマツダ・ロータリーに対する対抗意識が垣間見える。
その後、6月6日から11日にかけて、東京都中央区日本橋の髙島屋で、コスモスポーツ発表会が開催された。コスモスポーツ1号車が出品され、展示会・撮影会・試乗会といった内容であった。
松下電器産業（現パナソニック）創業者の松下幸之助は松田恒次と親交があり、ロータリーエンジンを評価して、コスモスポーツの顧客第一号となった。
翌1967年（昭和42年）には、調布 - 八王子間が開通した中央自動車道に、高速パトロールカーとして警視庁第八方面交通機動隊に配備された。
1971年 （昭和46年）の特撮テレビ番組『帰ってきたウルトラマン』にて、防衛チームMATの専用車両「マットビハイクル」として後期型が登場している。その未来的なフォルムを生かして、大きな改造は無くほぼ量産車そのままの外観で使用されている。また、同作のオマージュ要素が強い「ヱヴァンゲリヲン新劇場版」にもNERV官用車として登場している。
月刊コロコロコミックで連載されていた刑事マンガ「リトルコップ」では主人公の愛車として登場。主人公の父親の形見でもあり、覆面パトカー仕様という設定だった。

## 2代目・コスモAP/コスモL（1975年 - 1981年）

### コスモAP
コスモスポーツの生産中止から3年後の1975年10月に「コスモAP」として復活。「AP」はアンチポリューション（公害対策）の意味である。オイルショック後にマツダが初めて発表したモデルで、コスモスポーツと路線の異なるスペシャルティカーとなった背景には、北米市場の要求があった。このため内装、装備に至っても高級感と豪華さを押し出したものとなり、赤いボディカラーとともに注目を受ける存在となった。CMキャラクターは宇佐美恵子。しばたはつみの『マイ・ラグジュアリー・ナイト』をCMソングに起用し、同曲は大ヒットを記録した。
2代目ルーチェのモノコックのフロアパネルを共用化して、マツダのフラッグシップモデルとして、サスペンション・内装・装備を新設計した。新設計したパーツは、他のマツダ車への流用（ルーチェやカペラ等）を考慮して、部品共用化によるコストダウン効果を狙った。
前期型は丸型4灯のヘッドランプとL字型のテールランプ、縦基調のラジエーターグリルと、マツダ独自の空力理論に基づくエンジンフード先端の処理が特徴であった。1979年のマイナーチェンジでは、異型角形2灯のヘッドランプと格子調のグリル、横長のテールランプへと変更され、雰囲気が一変した。
エンジンは135PSの13B型エンジン、125PSの12A型エンジン、レシプロエンジンの2,000cc（MA型）、1,800cc（VC型）の4タイプのバリエーションがあった。このうち、レシプロの2000㏄のエンジン（MA型）は、キャブレターによる三元触媒を使用したエンジンで、業界初のエンジンとなり、コスモLの発表時に追加した。1800㏄のVC型は、サーマルリアクター式の公害対策を行っていたので、徐々にMA型に変更されていった。
サスペンションは、フロントはロアアームをAアームにしたストラット式、リアは5リンク式を採用した。
当時は折からの自動車排出ガス規制の影響によって、スポーツモデルが次々と消えていこうとしている時期であり、その中で登場したパワフルなコスモAPは一際目立つ存在となり、発売から半年で2万台を売り上げる大ヒット作となった。
輸出名はロータリーエンジン搭載車が「マツダ・RX-5」、レシプロエンジン搭載車が「マツダ・121」であった。

### コスモL
コスモAPから遅れること2年、1977年7月に派生モデルとして「コスモL」が追加された。“L”はランドウトップの頭文字で、高級馬車であるランドーレットの屋根形式に由来する名前である。最大の特徴は、その名のとおりランドウトップにある。コスモAPではファストバックであったが、コスモLではノッチバック + オペラウインドウ（英語版） + ハーフレザーのトップ（車両の屋根）となっていた。これも北米市場からの強い要求によるもので、マスタングをはじめトヨタのカローラおよびセリカなども2種類のバックスタイルのクーペボディをそろえている。
ランドウトップのコスモLはリアシートの頭上高に余裕があり、居住性が良いことと、クオーターウインドウ（オペラウィンドウと呼称していた）が小さく、プライバシーが守れることで、コスモAPとの性能、装備の違いは無くとも、やや高い年齢層に向けた高級モデルとしての位置づけであった。
1979年マイナーチェンジ。APと同様にフロントマスクを異型角形2灯のヘッドランプと格子調のグリルに変更した。
市場での評価とは別に、工場内での評価は全く異なるものがあった。ファストバック車両の場合は、プレスした車体パネルを溶接する際、Cピラーの溶接部分が表に出てしまうので、通常は半田で表面を埋めてなだらかに仕上げる工程があった。ランドウトップでは、この工程を省略できたので鉛公害も発生せず、その意味で高い評価を得ることになった。

## 3代目・コスモ（1981年 - 1990年）
歴代で唯一サブネームが付されず「コスモ」の単独車名となる。4代目ルーチェとは姉妹車の関係にある。ボディタイプは3種類で、1981年9月1日に2ドアハードトップが先行発売され、1か月後の同年10月1日に4ドアハードトップ、2週間後の10月16日に4ドアサルーン（セダン）およびロータリーエンジン搭載車がそれぞれ発表された。CMソングは中本マリの「Sing Our Song Together」。
空力に配慮されたデザインが特徴であり、ハードトップは4灯式のリトラクタブル・ヘッドライトを持つ。2ドアのCd値は当時としては世界トップクラスの0.32を記録していた。
エンジンは当初、従来型と同じMA型4気筒2,000ccレシプロエンジン（EGIおよびキャブレター仕様）のみが先行発売されたが、後に2,200ccディーゼルエンジン（サルーンのみ）、12A型ロータリーエンジン（573cc×2）が追加された。
12A型ロータリーエンジンは新たに6PI（シックスピーアイ）と名付けられた、6ポートインダクションを採用。これは従来1ローターあたりプライマリーポート、セカンダリーポートと吸気ポートを2つ（2段階）設けていたものを、新たにセカンダリーポートをメインポートと排圧で開閉する補助ポートとに分割し、1ローター毎3ポート（3段階）、2ローターで計6ポートとしていた。これによって回転数や負荷に見合った吸気タイミングの最適化を図り、燃費や出力の向上に寄与した。
1982年9月、12A型ロータリーターボ車を発売。ロータリーエンジンとターボの組み合わせはルーチェとともに世界初である。「全域・全速ターボ」と名付けられたこのエンジンは、1982年当時の日本車の中ではトップクラスの性能を誇り、1980年代に繰り広げられる性能戦争に先鞭をつけた。
インテリアでは、デジタルながら面積変化で情報を伝えるスピードメーター、サテライトスイッチの影響が見られるメーターナセル両端に配したエアコン、灯火類、ワイパーなどのスイッチ、カセットテープ（コンパクトカセット）を見せるデザインの正立型トランスポートを採用したカーオーディオ（三菱電機と共同開発）、シートバックの中折れ機構などに特徴がある。
自動車ジャーナリストの三本和彦は1982年9月、茨城県筑波郡谷田部町（現・つくば市）の日本自動車研究所高速周回路において、コスモロータリーターボの24時間耐久テストを行った。高速耐久トライアルとしてはトヨタ・2000GTによるものが有名であるが、6時間時点での2000GTの新国際記録210.42km/hを上回っていた（2000GTは最終的に72時間で平均206.02km/h）。
1983年10月、マイナーチェンジ。個性的なデザインからかルーチェともども販売が芳しくなく、4ドアハードトップのフロントマスクを一般的な固定式ヘッドライトへと変更（2ドアハードトップはリトラクタブル・ヘッドライトを継続）。同時に4ドア車に13B型ロータリースーパーインジェクション車を設定する。キャッチコピーは「咲いてるオトコの。～BIG RUN」。CMソングは西松一博の「咲いてるオトコの。」。
1984年9月、2ドアハードトップをマイナーチェンジ。「GT」以外の改良を行い、4ドア同様の固定式ヘッドライトへと変更された。
1985年5月、モデル末期のグレード整理と販売テコ入れとして、レシプロエンジン車に「ジェンティール」シリーズを投入。
1986年9月、ルーチェのフルモデルチェンジと同時に4ドアサルーンを廃止し、2/4ドアハードトップのみに整理。
1988年10月、ボディーカラー一部差し替え
1990年4月、ユーノス・コスモの登場により生産終了。

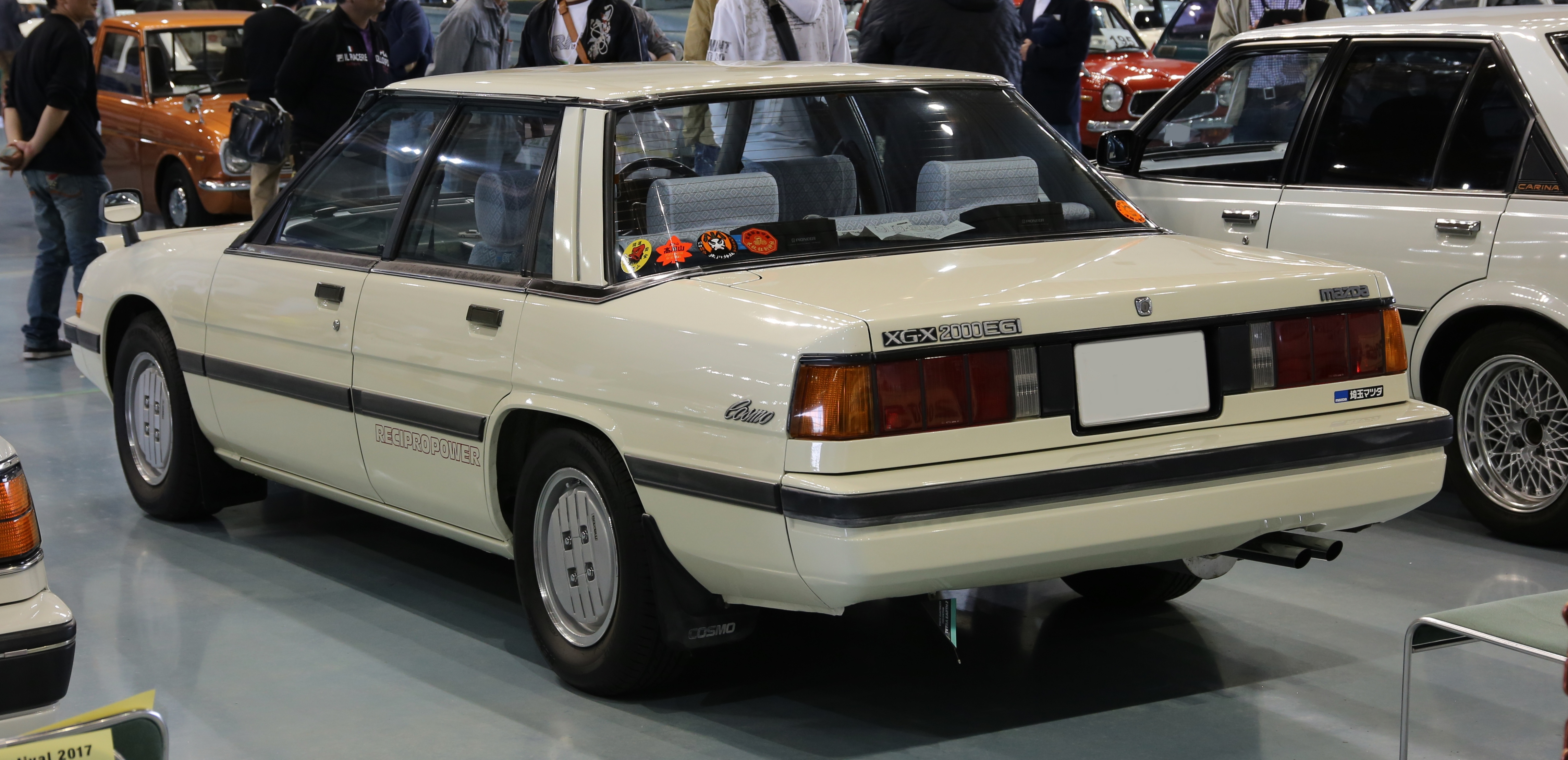
4ドアハードトップ2000 EGI XG-X リア
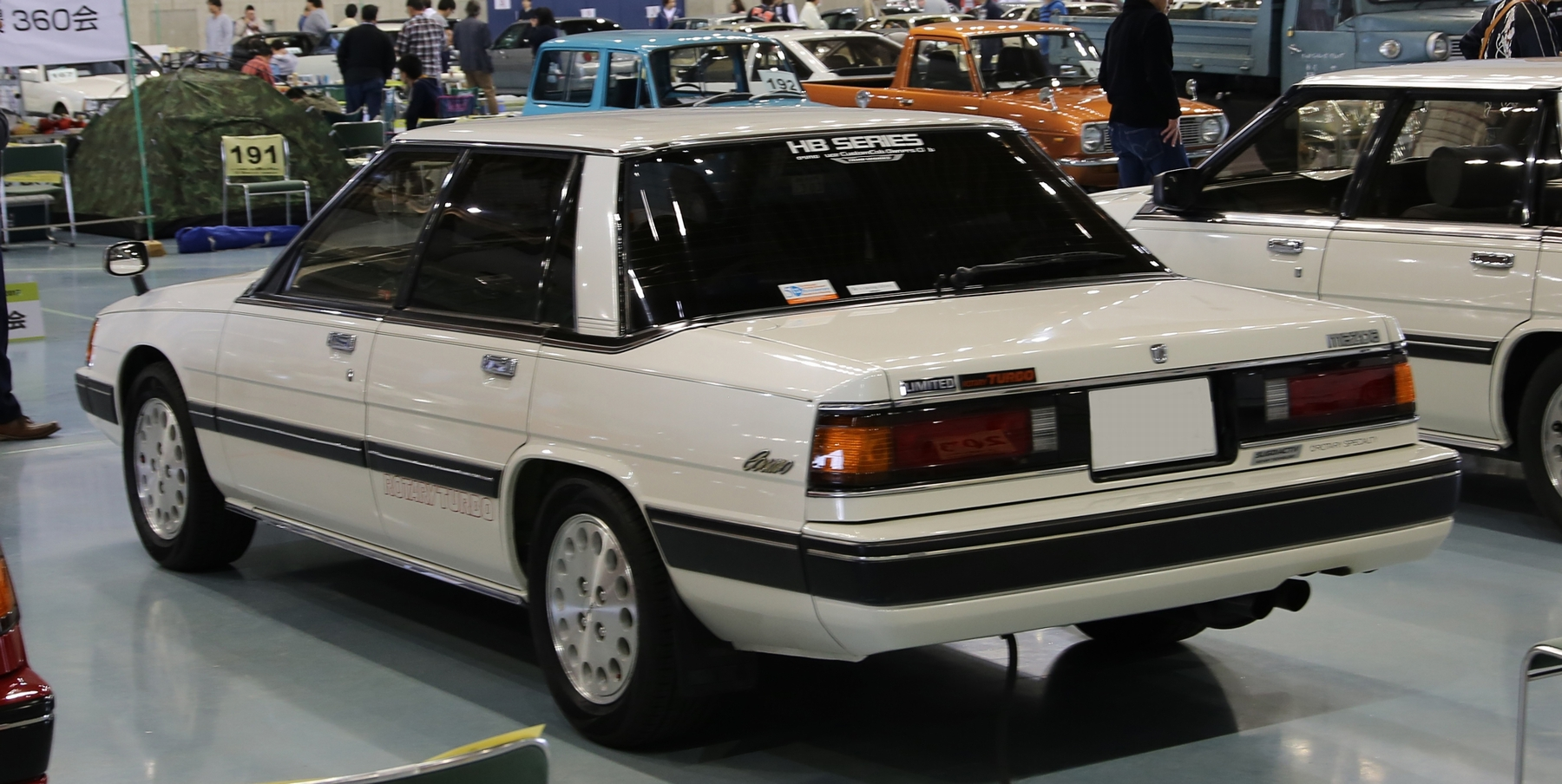
4ドア ロータリーターボリミテッド リア
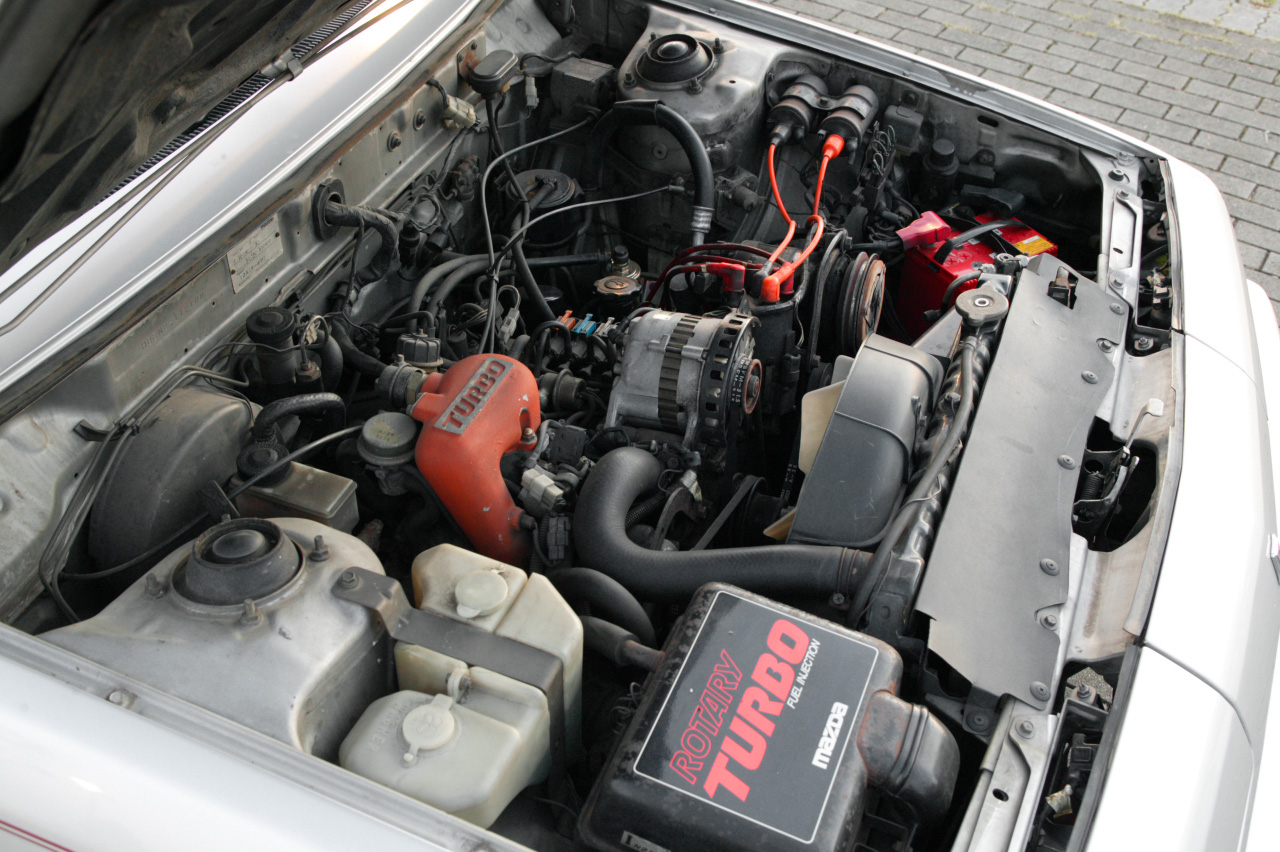
3代目コスモ 12A型ターボエンジン
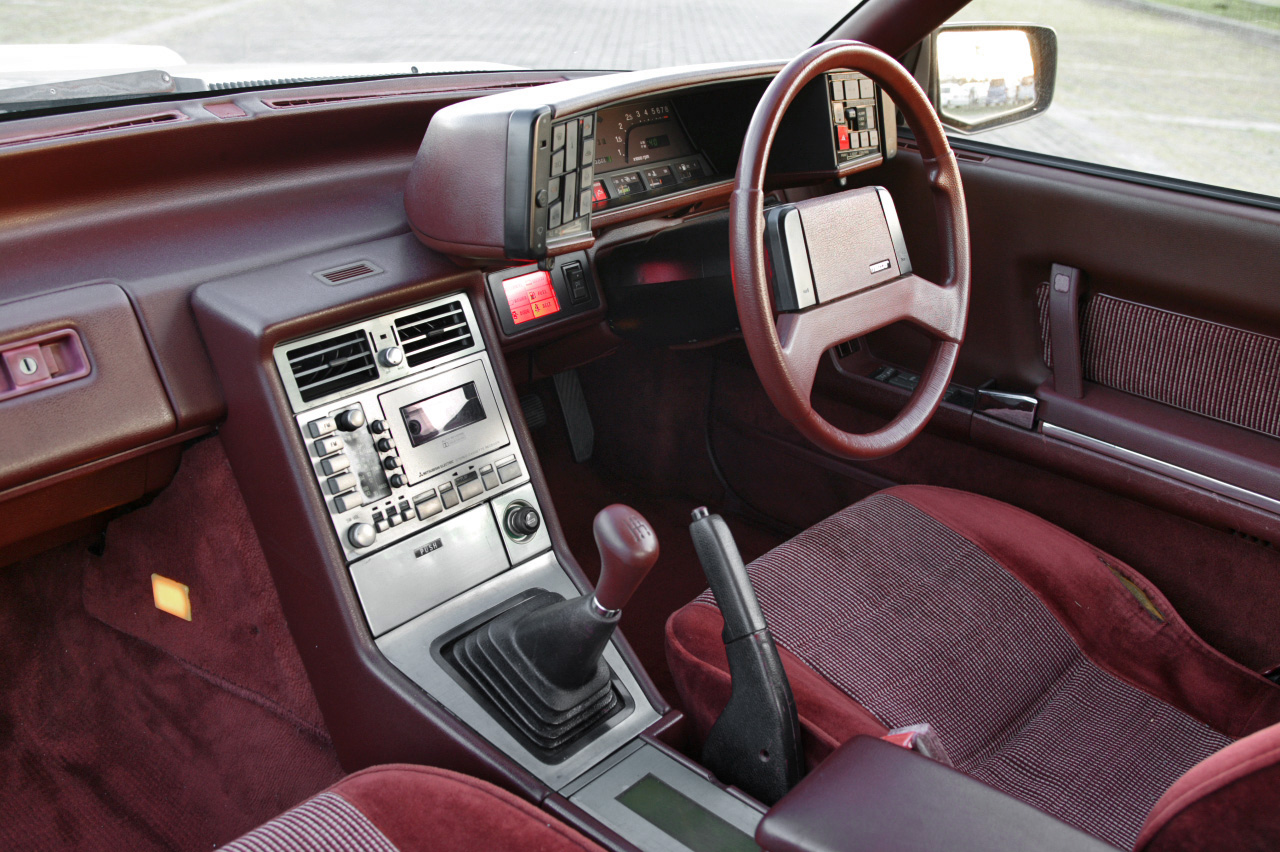
3代目コスモ ダッシュボード
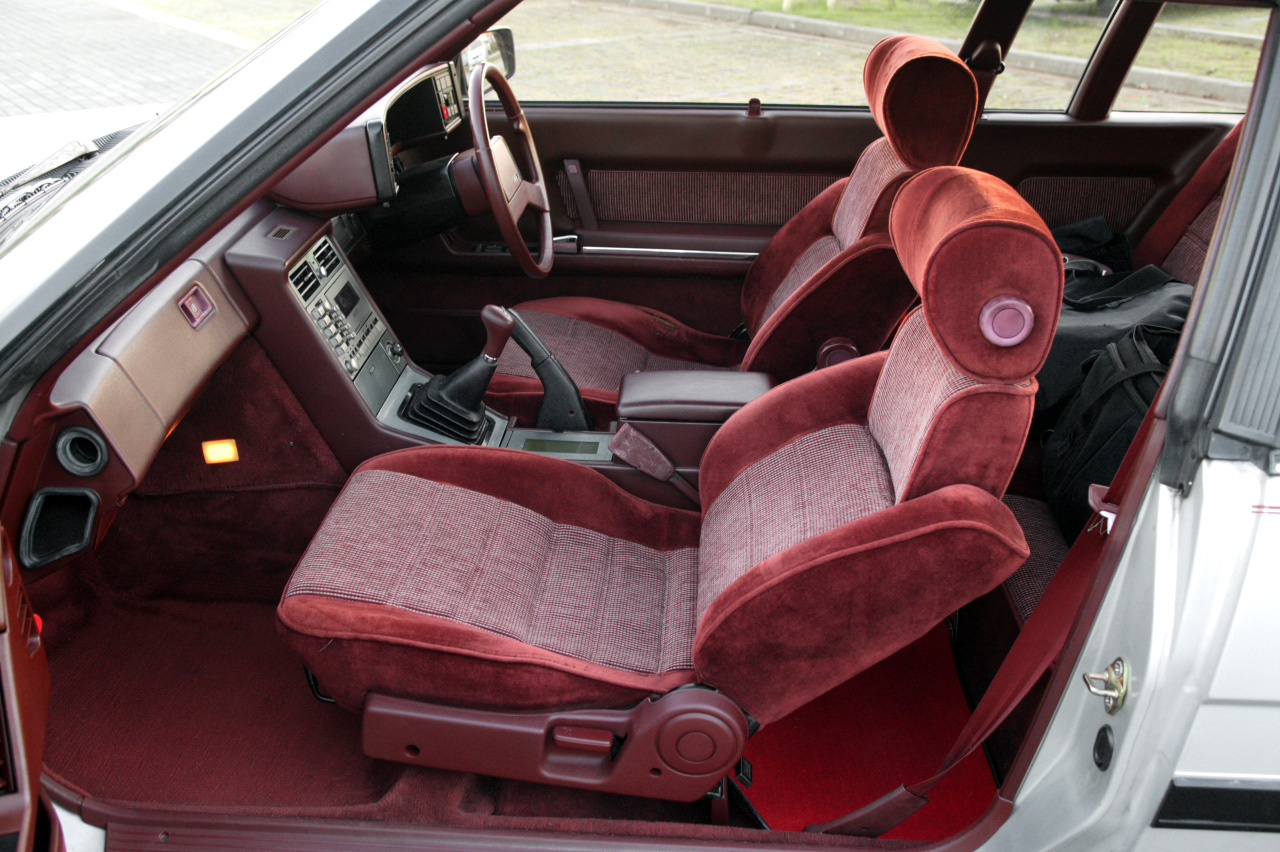
3代目コスモ 中折れシート

## 4代目・ユーノスコスモ（1990年 - 1996年）
1990年4月発売。ボディは2ドアクーペのみ。当時のマツダは販売チャンネルの拡充を図っており（マツダ、ユーノス、アンフィニ、オートザム、オートラマ）、この車はユーノスブランドのフラッグシップとして登場した。キャッチコピーは『クーペ・ダイナミズム』。
コスモとしては初代・コスモスポーツ以来となるロータリーエンジン専用車であり、2ローターの13B-REW型と、市販車では世界初となる3ローターの20B-REW型の2種類が設定された。いずれもシーケンシャルツインターボで、これは日本車としては初の採用であった。この車に使用されたユーノスのエンブレムはコスモスポーツのようなローターを象ったものである。
耳目を集めた世界初の「CCS」と呼ばれるGPSカーナビ（三菱電機と共同開発）を、20B搭載車のTYPE-E.CCSグレードに標準装備した。また、高級クーペらしく内装にも相応のこだわりがあり、イタリアで誂えたウッドパネルをインパネに装着、しかし全面に貼るようなことはせず効果的に配して品よくまとめられていた。さらに、フルオートエアコンの操作はカーナビディスプレイを兼ねるタッチパネルでのみ操作が可能という当時としては画期的な方式で、以降各社でも高級車を中心に普及することとなった。カーナビが標準装備されない場合は液晶付きフルオートエアコン操作パネルが付く。グレードはTYPE-ECCS・TYPE-E・TYPE-S（前期・中期型）・TYPE-SX（後期型のみ）。プラットフォームはマツダ・JCプラットフォームを採用している。
マツダエンジニアの夢であった「V型12気筒エンジン並の滑らかさを持つ」と評される3ローターの20B型エンジンは非常に高出力で、当初333馬力で設計されていたが、当時の運輸省の行政指導によって280馬力の国内自主規制枠内に収めることが必要となり、デチューンのうえ市販された。ターボへの排圧を低くし最高出力を抑えるため、13B型と比較して排気ポートが変更されているが、ローターとローターハウジングは13B型と同寸である。なお、自動車税種別割における排気量区分では「2,500cc超から3,000 cc以下」の区分に該当する。
20B型エンジンは当時の国産車のエンジンの中でもトップクラスのスペックを誇っていたが、構造上燃費が極めて悪く、10・15モード燃費はカタログ値で6.1km/L、市街地走行での実際の燃費は2km/Lを維持するのが精一杯で、条件によっては1km/Lを下回る事も少なくはなかった。またトルク変動が大きく、低回転域でアクセルを踏んでも思ったように加速せず、少し遅れてパワーが発生したりと、低速トルクの薄さに加え、高速での加速において段付きやターボラグも過大で、いわゆるドッカンターボの様な特性も引き出していたこともあり、普段使いでも扱いやすいエンジン特性ではなかった。。
20B搭載車のマフラーは高回転域で経路が変更される可変排気機能が採用されており、4本のマフラーが回転により開口ポート数が変化している。外観では13B搭載車のテールパイプが2本出しであるのに対し、20B搭載車では4本出しとなっている。
トランスミッションは全グレードで4速ATのみが設定された。当時、3ローターターボのトルクに耐えられるMT用クラッチがなかったことや、ラグジュアリーカーというクルマの性格を考慮してMTは設定されなかったが、大パワーから引き起こる変速ショックが大きく、変速時のトルコンスリップも過大であったことや、雨の日にはキックダウンによるスピンや事故が続出するなど、ATの相性は決して良好とは言い難いものであり、ラグジュアリーカーとしては不十分な点も見られた。
高出力エンジンと当時としては大柄な車体であったにもかかわらず、タイヤサイズは前後とも215/60R15という一般的なものであった。足まわりやブレーキも特に20B搭載車でパワーに追い付いているものでなく、直進安定性、コーナリング、ブレーキともに欠点の多さも目立った。
1991年（平成3年）、ハードサスペンションやBBSのホイールを装着した特別仕様車、TYPE-SXが登場した。
なお、開発当初はサンルーフの装備が企画されており、液晶を用いた先進的な透過率可変式が予定されていた。生産車にも専用回路が存在していたが、ノイズ処理や耐久性などの問題をクリアできず、販売の低迷でコスモ自体の採算が見込めなくなったため断念された。
1995年8月、生産終了。在庫対応分のみの販売となる。
販売低迷の主な原因として、極悪すぎた燃費や、その他の欠点の多さも低迷に拍車を掛けた。また3代目コスモまで高評だっただけに、ジャーナリストからも失敗作と評する声も多く、MTが存在すれば売れていたという意見も上がった。販売終了後にはバブル崩壊に伴い、商業的にも失敗し、採算が取れなかったことで、マツダ社内からは後に走る不良債権と揶揄された。
1996年6月、在庫対応分がすべて完売し販売終了。販売期間中の新車登録台数の累計は8,842台。後継車はなくモデル自体が廃止となり、コスモの車名は生産中断期間を含めて29年間の歴史に終止符を打った。

## コスモ21
マツダスピードが製作し、2002年の東京オートサロンに出展されたコンセプトカー。NB型ロードスターをベースにコスモスポーツを再現した内外装に変更し、砲丸型サイドミラーを採用するなどレトロな雰囲気が漂うが、ウインカーやテールランプには高輝度LEDを多用しており、部分的には未来的なイメージも強調している。エンジンは最高出力250 PSを発生する新型ロータリーエンジン「RENESIS」を搭載。これは後のRX-8に搭載されるエンジンと同じものである。300万円台で限定販売モデルとして発売される計画もあったが、市販には至らなかった。

## 車名の由来
イタリア語で宇宙を意味する「コスモ」（COSMO）から。「宇宙時代にふさわしいエンジンを」という願いが込められている。